# الأخوية النسائية قوة
الأخوّية النسائية قوة: مجموعة مختارة من الكتابات حول حركة تحرير المرأة هي مجموعة من المقالات النسوية الراديكالية التي حررتها الناشطة النسوية روبن مورغان عام (1970)، وهي شاعرة نسوية وعضو مؤسس في منظمة النسوية الراديكالية بنيويورك.
ويعد هذا الكتاب واحد من أوائل المختارات المتاحة على نطاق واسع للموجة النسوية الثانية. كان على حدٍ سواء تحليلًا لرفع الوعي ونداء لإتخاذ إجراء.
وتناولت هذه المجموعة العديد من القضايا الرئيسية والتي تتضمن
«الحاجة إلى الحركة النسائية الراديكالية، والتمييز الذي تعاني منه النساء من الرجال في اليسار السياسي، والتحيز الجنسي الذي يواجهنه في أماكن العمل».
ولقد صاغت (كاثي ساراكيلد) عبارة « الأخوّية النسائية قوة» عام 1968، في نشرةٍ كتبتها للخطاب الرئيسي الذي ألقته في أول عملٍ علني قامت به للحركة النسوية الراديكالية عند دعوة لواء جانيت بيرينغ رانكن.
تضمنت هذه المجموعة مقالاتٍ نسوية كلاسيكية والتي كُتبت بواسطة نشطاءٍ مثل (نعومي فايستشتاين)، و(كيت ميليت)، و(إلينور هولمز نورتون)، و(فلوريس كينيدي)، و(فرانس م.بيل)، و(لوسيندا سيسلير)، و(جورين)، و(مارج بيرسي)، و(ماري دالي)، بالإضافة إلى ذلك وثائق تاريخية تتضمن (ناو) فاتورة الحقوق ومقتطفات من بيان سكام وبيان ريدستوكينغز والوثائق التاريخية من ويتش.
كما اشتملت على وثيقة من مجموعة تحرير النساء السود من ماونت فيرنون، وأظهرت هذه القطعة «الأخوّية النسائية قوة» الواعية للعرق والتي طالب بها بعض النساء السود من الموجة الثانية والتي استخدمت من قِبل العديد من النساء من الموجة الثانية لتدعيم هذا الطلب
كما شملت أيضًا ما صاغته مورغان «الكاراتيه اللفظية»: اقتباسات وإحصاءات مفيدة عن النساء
وقد اشتهرت المختارات على نطاقٍ واسعٍ بالمساعدة لبدء الحركة النسائية العامة في الولايات المتحدة
ولقد استشهدت بها مكتبة نيويورك العامة بأنها «واحدة من أكثر مائة كتابٍ تأثيرًا في القرن العشرين».
ومع ذلك، فإن دول مثل تشيلي والصين وجنوب إفريقيا حظرت تلك المختارات.
أسست روبن مورغان أول منظمة نسائية تقدم المنح النسائية الأمريكية، صندوق الأخوة هو رأسمالية قوية، مع حقوقٍ من «الأخوّية النسائية قوة»: مقتطف عن الكتابات من حركة تحرير المرأة.
الأخوية النسائية عالمية: مقتطف من الحركة النسائية الدولية (1984) هي تابعة لـ«الأخوّية النسائية قوة»: مقتطف عن الكتابات من حركة تحرير المرأة
وبعد أن جاءت منظمة «الأخوّية النسائية عالمية» تابعةً لها، جاءت «الأخوّية النسائية للأبد»:مختارات النساء لألفيةٍ جديدةٍ (2003).